# Římskokatolická farnost Velké Albrechtice
Římskokatolická farnost Velké Albrechtice je farnost římskokatolické církve v děkanátu Bílovec ostravsko-opavské diecéze.
Obvod farnosti vždy tvořila pouze ves Velké Albrechtice. Farním kostelem je kostel svatého Jana Křtitele, jehož nejstarší části jsou raně gotické a pocházejí z konce 13. století, věž je renesanční a nynější vzhled je výsledkem pozdějších úprav.

## Historie
Existenci farnosti ve středověku lze vzhledem k přítomnosti poměrně velkého kostela a vzhledem k pozemkům, které byly v jeho majetku, předpokládat, nejsou o ní však spolehlivé zprávy a v každém případě zanikla v 16. století. Nejpozději od třicetileté války byly Velké Albrechtice přifařeny k Bílovci, až roku 1784 byla náboženskou maticí zřízena lokální kuracie, v druhé polovině 19. století povýšená na faru.
Patronát lokálie resp. farnosti náležel jejímu zakladateli, tj. náboženské matici.
Farnost je od svého založení součástí bíloveckého děkanátu a spolu s ním náležela do roku 1996 k (arci)diecézi olomoucké, od uvedeného roku pak k nově vytvořené diecézi ostravsko-opavské.
V roce 1836 bylo ve farnosti 1202 římských katolíků (vedle 21 židů). V roce 1859 to bylo 1348 římských katolíků (vedle 9 židů). V roce 1930 žilo ve farnosti 1100 obyvatel, z čehož 1091 (99 %) se přihlásilo k římskokatolickému vyznání.
Farnost je dlouhodobě spravována excurrendo z Bílovce, stávajícím (2013) administrátorem je bílovecký děkan Lumír Tkáč.

## Bohoslužby
| Kostel                       | Místo             | Bohoslužba (den) | Hodina | Poznámka     |
| ---------------------------- | ----------------- | ---------------- | ------ | ------------ |
| kostel svatého Jana Křtitele | Velké Albrechtice | neděle           | 7.30   | farní kostel |